# Dragörfärjan

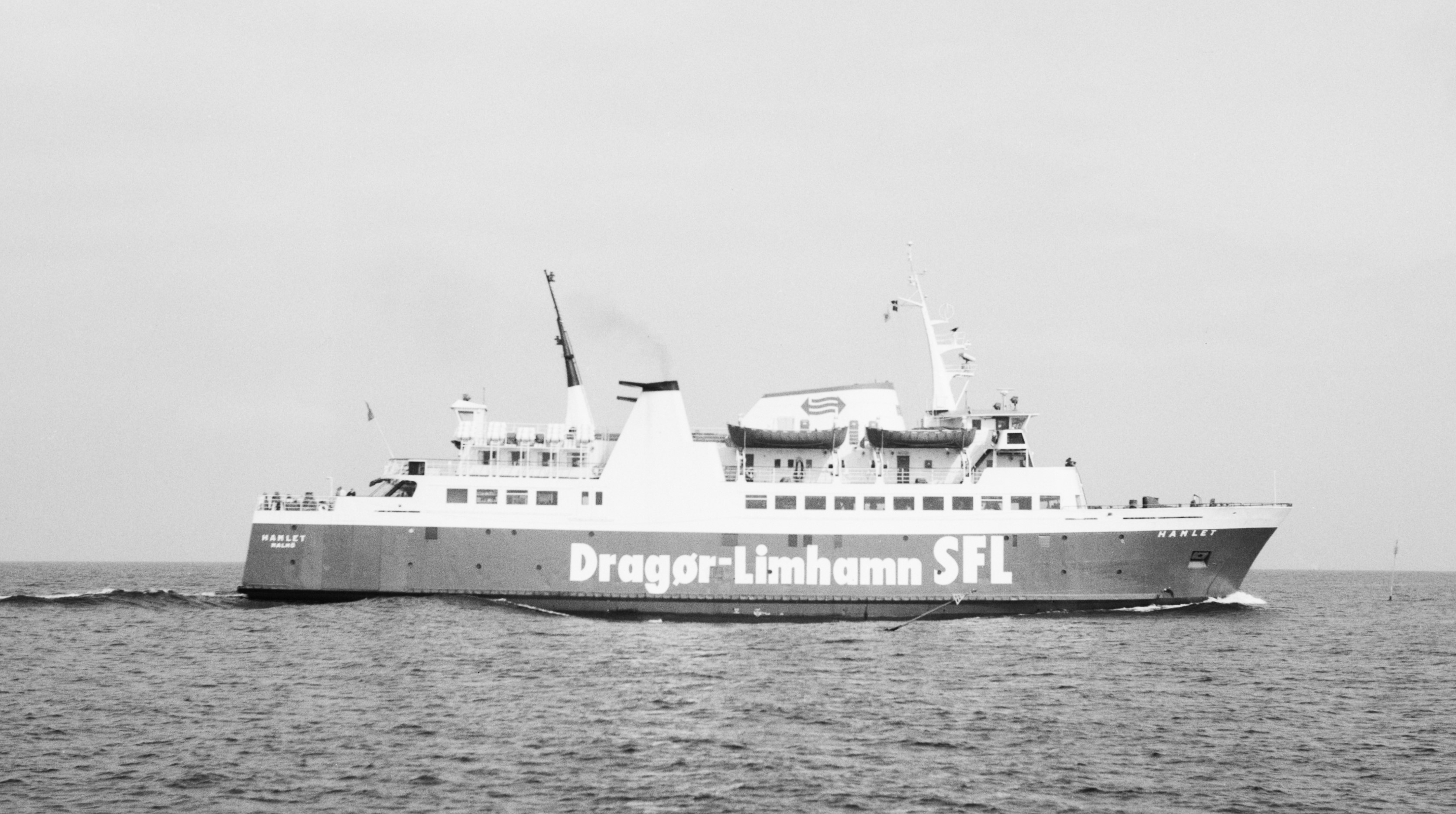
M/S Hamlet, byggd 1968, i trafik på linjen Dragør-Limhamn 1969-1996.

Dragörfärjan är den folkliga benämningen på de båtlinjer som trafikerat sträckan Limhamn i Malmö, Sverige och Dragör på Amager just söder om Köpenhamn i Danmark. Trafiken inleddes 1933 och fortsatte till 1939. Därefter dröjde det till 1960 innan trafiken över Öresund återupptogs mellan Limhamn och Dragör. Denna trafik fortsatte till 1999. 2017 återupptogs trafiken, med en "färja" som förutom passagerare även tog cyklar, men turerna ställdes in redan efter fem veckor.

## 1933–1939
Planer på en färjeförbindelse mellan Limhamn och Dragör fanns redan på 1870-talet men de genomfördes aldrig. 1927 gjorde turistföreningen i Dragör ett försök med att driva persontrafik på sträckan, men tvingades snart att ge upp. Den ökande bilismen ledde till nya satsningar. 1931 köpte det danska rederiet Nordisk Rute- og Færgefart det tidigare danska minfartyget Asa-Thor från 1884 och byggde om båten för biltransport, med avsikt att sätta in henne på linjen Dragör-Limhamn 1931. Emellertid fann man att behovet var ännu större på sträckan Helsingör-Helsingborg.
Det dröjde därför till 1933 innan en regelbunden persontrafik mellan Dragör och Limhamn inleddes. S/S Alexandra, byggd 1875, brukar betraktas som det första fartyget i reguljär trafik mellan hamnarna. Fartyget sattes in på linjen 1933 men togs ur drift efter ett par år.
1933 startades också trafik på linjen med den förra postångaren S/S Nordby, byggd 1896. Inte heller denna satsning lyckades och linjen lades ner efter den inledande säsongen. Ett konsortium av välbärgade dragörbor köpte då Nordby, döpte henne till Dragør och byggde om henne så att hon även kunde medföra fem personbilar. Dragør trafikerade sedan Dragör-Limhamn 1934-1939. Man körde dagligen tre dubbelturer och på söndagar fem turer. Vid behov vikarierade Asa-Thor för Dragør.
Dragør kunde ta 250 passagerare, 5 personbilar. Överfarten tog cirka 1 ½ timme.
Vid utbrottet av andra världskriget 1939 lades minor ut i Öresund och persontrafiken mellan Dragör och Limhamn tvingades att upphöra. Dragør rekryterades 1942 av Tyskland för att användas för trupptransporter och sänktes av allierade styrkor i Kielkanalen 1944.

## 1960–1999
Strax efter andra världskrigets slut återupptog "Öresundsbolaget" (ett samarbete mellan det danska Dampskibsselskabet Øresund A/S och Svenska Rederi AB Öresund - båda dotterbolag till respektive lands statliga järnvägsbolag, det vill säga DSB respektive SJ) passagerartrafiken mellan Malmö och Köpenhamn, men det dröjde till 1958 innan bolaget inledde planeringen av återupprättandet av sträckan Limhamn-Dragör. Först den 8 april 1960 började så trafiken med den norskbyggda färjan Dragør och tre månader senare sattes systerskeppet Limhamn in på rutten och antalet dagliga dubbelturer ökades från fem till fjorton.
I juni 1964 utökades båtarna till tre i och med att Drogden tillkom (antalet dagliga avgångar ökades då till 38 - det vill säga 19 "dubbelturer") och i maj 1967 var det dags för Drogdens systerfartyg Saltholm (och de dagliga turerna ökade till 52). Den 1 juli 1969 ersattes Dragør och Limhamn av systerfartygen Hamlet och Ofelia och den 22 maj 1972 tillkom en femte färja - Scania. Resandet visade en tillbakagång mot slutet av 1970-talet, vilket ledde till att Drogden togs ur trafik 1977 och två år senare pensionerades även Saltholm. Den 19 december 1996 ersattes Hamlet och Ofelia av den stora katamaranen Felix, vilken kortade restiden från 55 minuter till 30 och kunde göra 22 dagliga turer, men den var mindre tillförlitlig och hade stora problem med vattenjetdriften om det var issörja (den 6 januari 1997, efter bara en knapp månad i trafik, gick hon dessutom på grund utanför Limhamn).
I samband med öppnandet av Öresundsbron den 1 juli 2000 skulle färjetrafiken upphöra, men redan den 30 oktober 1999 gjorde Scania sin sista tur och dagen efter gick också sista turen med Felix, vilket innebar att det inte fanns någon möjlighet att föra bilar över Öresund söder om Helsingborg-Helsingør i åtta månader.
Driften övergick 1977 till AB Sundfart (den svenska delen av Öresundsbolaget - den danska delen, "Øresundsbådene", fortsatte driva Flygbåtarna och "De stora båtarna" mellan Malmö och Köpenhamn) och 1981 till Scandinavian Ferry Lines (som bildades genom ett samgående mellan AB Sundfart och Rederi AB Svea - från 1991 under namnet Sweferry AB och från 1997 Scandlines).

### Färjorna
| Färja        | I drift     | Passagerare | Personbilar |
| ------------ | ----------- | ----------- | ----------- |
| M/S Dragør   | 1960 - 1969 | 300         | 15          |
| M/S Limhamn  | 1960 - 1969 | 300         | 15          |
| M/S Drogden  | 1964 - 1977 | 400         | 42          |
| M/S Saltholm | 1967 - 1979 | 400         | 42          |
| M/S Hamlet   | 1969 - 1996 | 800         | 85 110*     |
| M/S Ofelia   | 1969 - 1996 | 800         | 85 110*     |
| M/S Scania   | 1972 - 1999 | 800         | 100         |
| HSC Felix    | 1996 - 1999 | 650         | 156         |

- = efter ombyggnad 1988[16]

### Resenärer
| År        | Passagerare | Personbilar | Lastbilar/Bussar |
| --------- | ----------- | ----------- | ---------------- |
| 1961      | 686 871     | 53 758      | 5 276            |
| 1965      | 1 005 000   | 121 600     | 18 600           |
| 1970      | 2 015 000   | 224 200     | 52 300           |
| 1975      | 2 510 000   | 291 200     | 80 400           |
| 1980      | 2 510 000   | 272 500     | 63 700           |
| 1985      | 2 569 000   | 269 800     | 70 200           |
| 1990      | 2 784 000   | 338 000     | 72 700           |
| 1995      | 2 022 600   | 260 400     | 59 500           |
| 1998      | 1 835 079   | 397 440     | 44 600           |
| 1960-1995 | 71 000 000  | 8 000 000   | 2 000 000        |

## 2017

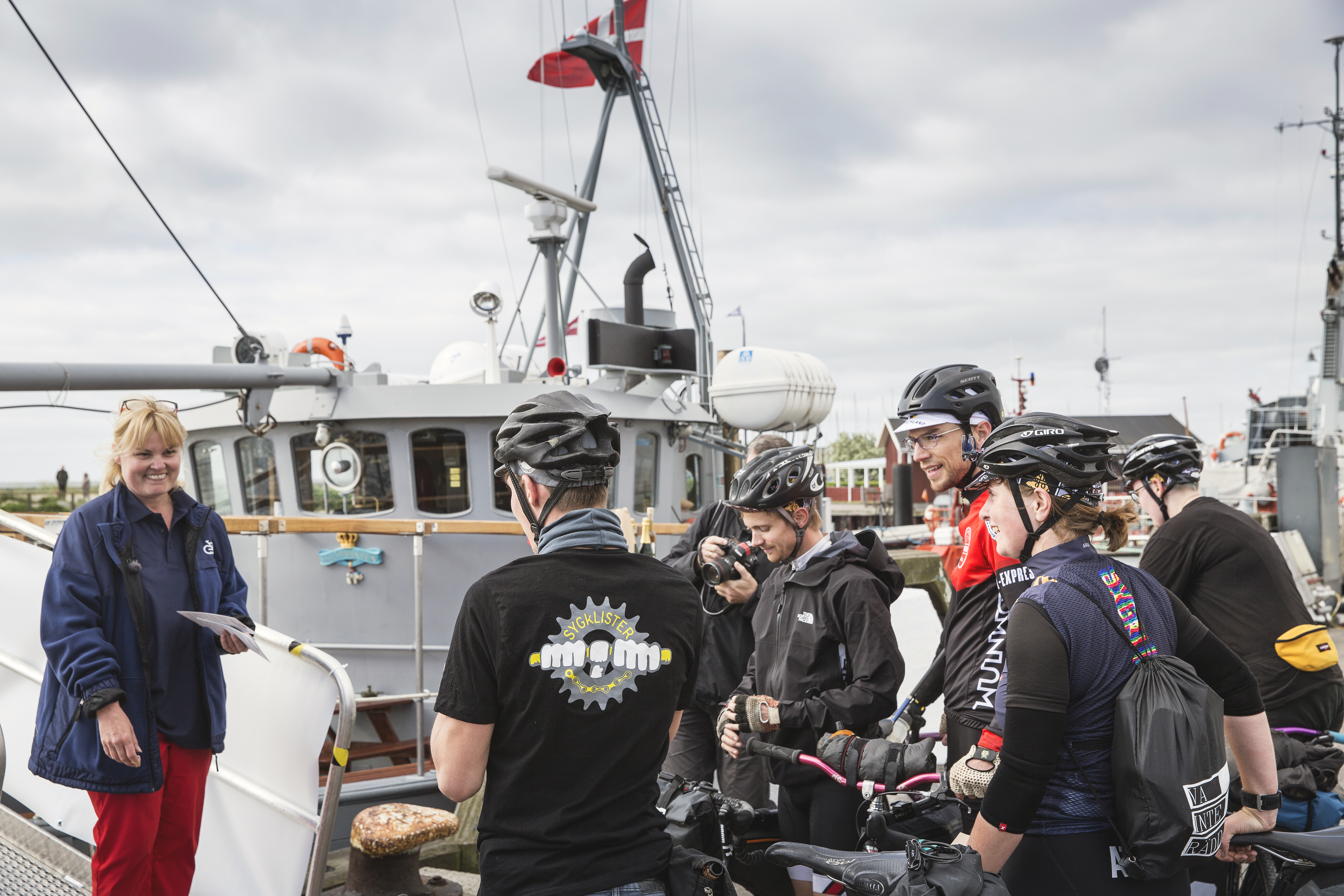
Ombordstigning vid cykelfärjans premiärtur.

Den 1 juni 2017 inleddes trafik med en ombyggd fiskebåt med namnet Elephanten vilken tog 36 passagerare och lika många cyklar. Men projektet ställdes in redan efter fem veckor, då den svenska Transportstyrelsen endast godkände "cykelfärjan" för 12 passagerare (den danska motsvarigheten hade godkänt 36).